# Daniel Jenkins
Daniel H. Jenkins es un actor estadounidense, el hijo de Ken Jenkins y Joan Patchen. Estuvo nominado a un Premio Tony en 1985 por su papel en Big River, su debut Broadway después de pasar dos años trabajando en Louisville, Kentucky. También tuvo actuaciones destacables en Mary Poppins y Billy Elliot. También estuvo en la película O.C. and Stiggs, grabada en 1984 pero no lanzada hasta 1988, y de nuevo trabajó con Altman en su miniserie de 1998, Tanner '88.